# Авсюніно
Авсюніно  — селище в Орєхово-Зуївському районі Московської області, адміністративний центр сільського поселення Дороховське. 
У селищі знаходиться залізнична станція Авсюніно. 

## Населення
Населення становить близько  5000 людей. Глава адміністрації Колупаєва Лариса Костянтинівна. 